# 莉婭·帕里
莉婭·帕里（英語：Leah Parry，1980年7月1日—）是一名出生於澳大利亞西澳大利亞州的壘球選手，司職二壘手，目前效力於國家職業快速壘球聯盟澳大利亞胡椒。她曾就讀於西澳大學。